# Мани Фармс (Аризона)
Мани Фармс (енгл. Many Farms) насељено је место без административног статуса у америчкој савезној држави Аризона.

## Демографија
По попису из 2010. године број становника је 1.348, што је 200 (-12,9%) становника мање него 2000. године.
| Група             | 2000.      | 2010.     |
| Белци             | 117 (7,6%) | 53 (3,9%) |
| Афроамериканци    | 5 (0,3%)   | 3 (0,2%)  |
| Азијати           | 2 (0,1%)   | 1 (0,1%)  |
| Хиспаноамериканци | 32 (2,1%)  | 20 (1,5%) |
| Укупно            | 1.548      | 1.348     |